# Nemritten
Nemritten, Domlitten und Palmkrug bildeten vor 1945 gemeinsam einen Ort im Kreis Heiligenbeil in Ostpreußen. Die Ortsstelle gehört heute zum Munizipalkreis Rajon Bagrationowsk (Stadtkreis Preußisch Eylau) in der Oblast Kaliningrad der Russischen Föderation.

## Geographische Lage
Die Ortsstelle Nemrittens liegt im südlichen Westen der Oblast Kaliningrad, jeweils 25 Kilometer nordöstlich der einstigen Kreisstadt Heiligenbeil (russisch Mamonowo) bzw. nordwestlich der heutigen Rajonshauptstadt Bagrationowsk (deutsch Preußisch Eylau).

## Geschichte

### Nemritten
Im Jahre 1414 wurde das damals Nameriten genannte Dorf erstmals erwähnt. Nach 1414 nannte man den Ort Namerithen, nach 1427 Mamerithen, vor 1600 Nemmeritten und nach 1704 Nemritten. Als 1874 der Amtsbezirk Kukehnen (russisch Ladoschskoje) im ostpreußischen Kreis Heiligenbeil errichtet wurde, war die Landgemeinde Nemritten von Anfang an und bis 1945 ein Teil desselben. 101 Einwohner zählte Nemritten im Jahre 1910
Am 30. September 1928 wurde das Vorwerk Domlitten des Gutsbezirks Kukehnen mit dem Wohnplatz Palmkrug nach Nemritten eingemeindet, am gleichen Tag schlossen sich Nemritten und die Gutsbezirke Ober Ecker und Unter Ecker (beide russisch Poretschje) zur neuen Landgemeinde Nemritten zusammen. Die Einwohnerzahl der auf diese Weise neu formierten Gemeinde belief sich 1933 auf 228 und 1939 auf 232.
Mit dem gesamten nördlichen Ostpreußen kam Nemritten 2945 in Kriegsfolge zur Sowjetunion. Doch schon in den ersten Nachkriegsjahren wurde der Ort nicht mehr genannt. Auch eine russische Namensgebung fand offenbar nicht statt. Nemritten gilt heute offiziell als untergegangen. Seine Ortsstelle gehört zum Munizipalkreis Rajon Bagrationowsk (Stadtkreis Preußisch Eylau) in der russischen Oblast Kaliningrad (Gebiet Königsberg (Preußen)).

### Domlitten
Geographische Lage von Domlitten
Erstmals erwähnt wurde der seinerzeit Domeliten genannte kleine Ort im Jahre 1408. Nach 1408 als Domelithin, nach 1414 als Domelithen, nach 1427 als Domblitten und nach 1785 als Domlitten bezeichnet handelte es sich um ein Vorwerk zum Gutsbezirk Kukehnen (russisch Ladoschskoje), einem Amtsdorf im Kreis Heiligenbeil in Ostpreußen. Domlitten zugeordnet war der Hof Palmkrug.
Am 30. September 1928 wurde das Vorwerk Domlitten mit Palmkrug aus dem Gutsbezirk Kukehnen aus- und in die Landgemeinde Nemritten eingegliedert.
Als Ortsteil von Nemritten kam auch Domlitten 1945 zur Sowjetunion. Auch hier verliert sich die Spur des Ortes noch in den ersten Nachkriegsjahren, und Domlitten gilt wie Nemritten heute als untergegangen.

### Palmkrug
Geographische Lage von Palmkrug
Bei Palmkrug handelte es sich um einen großen Hof. Er war ein Wohnplatz des Vorwerks Domlitten, das dem Gutsbezirk und Amtsdorf Kukehnen (Ladoschskoje) im Kreis Heiligenbeil in Ostpreußen zugeordnet war. Palmkrug kam am 30. September 1928 mit Domlitten zur Landgemeinde Nemritten.
Seit 1945 mit dem nördlichen Ostpreußen zur Sowjetunion zugehörig findet sich der kleine Ort nicht mehr. Er bekommt keinerlei offizielle Erwähnung und gilt heute wie Nemritten und Domlitten als untergegangen.

## Religion
Nemritten wie auch Domlitten und Palmkrug waren bis 1945 in das Kirchspiel der evangelischen Kirche Zinten (russisch Kornewo) in der Kirchenprovinz Ostpreußen der Kirche der Altpreußischen Union eingegliedert.

## Verkehr
Die Ortsstellen von Nemritten sowie Domlitten und Palmkrug sind von der Nebenstraße 27A-089 Kornewo (Zinten)–Swetloje (Kobbelbude) über die Ortsstelle Klaussitten auf Landwegsverbindungen zur erreichen, wohl aber kaum noch wahrzunehmen.